# پیمان (مجله)
پیمان، نشریه‌ای که در تهران توسط احمد کسروی (۱۸۹۰-۱۹۴۵)، مورخ مشهور انقلاب مشروطه، با سردبیری  رضا سلطان‌زاده از شماره‌های ۱۱-۱۲ سال پنجم منتشر می‌شد. پیمان ابتدا به عنوان یک مجله دوهفته‌نامه در ۱ آذر ۱۳۱۲ شمسی/۲۲ نوامبر ۱۹۳۳ منتشر شد و سپس، از شماره ۱۳ همان سال در خرداد ۱۳۱۳ شمسی/ژوئن ۱۹۳۴، به یک نشریه ماهانه تبدیل شد و تا پایان آن در خرداد ۱۳۲۱ شمسی/ژوئن ۱۹۴۲ به همین منوال باقی ماند.
پیمان اولین فعالیت کسروی به عنوان یک روزنامه‌نگار بدون وابستگی سیاسی بود، که بعدها در سال ۱۹۴۳ مجله پرچم را نیز منتشر کرد. این نشریه‌ای فرهنگی و علمی بود که در دو بخش مجزا تنظیم شده بود: بخش اول به هنجارهای زندگی، قوانین و مقررات، اخلاق و مسائل اخلاقی و مذهبی می‌پرداخت و بخش دوم، که برای ارسال مطالب عمومی باز بود، بر تاریخ، جغرافیا، زبان‌شناسی و هر گفتمان علمی دیگری تمرکز داشت. تازگی محتوا و غنای آن در مطالب علمی، همراه با لحن صریح مقالات کسروی که در آن بی‌امان از نمادهای میراث ادبی فارسی انتقاد می‌کرد، به زودی توجه و تحسین‌کنندگان و همچنین مخالفان، از جمله تعدادی از مقامات بلندپایه وزارت فرهنگ را به خود جلب کرد. در نهایت، وزیر فرهنگ رسماً از پلیس خواست که "انتشار برخی مطالب را که با استانداردهای ادبیات فارسی همخوانی ندارد یا به اشیاء افتخار در تاریخ ایران بی‌احترامی می‌کند" متوقف کند. کسروی به دلیل انتقادهای تندش از آثار شاعرانی مانند سعدی و مولوی، که به نظر او تلقینات مضر بودند، و همچنین به دلیل حملات تندش به عقاید خرافی رایج از یک سو و به فرهنگ اروپایی از سوی دیگر، به شدت مورد بازخواست قرار گرفت. مخالفان او مقالات و اشعار متعددی علیه او منتشر کردند که برخی از آنها را در پیمان پاسخ داد.
پیمان در چاپخانه مهر در ۳۲ تا ۶۴ صفحه تک ستونی با ابعاد تقریبی ۲۱ در ۱۴ سانتی‌متر چاپ می‌شد و هیچ تصویری نداشت. نرخ اشتراک سالانه در داخل کشور ۴۰ ریال بود که از سال پنجم به ۵۰ ریال افزایش یافت. از سال سوم، دانشجویان، از جمله طلاب حوزه‌های علمیه، مشمول تخفیف می‌شدند. مجموعه‌های ناقص پیمان در بسیاری از کتابخانه‌های بزرگ ایران نگهداری می‌شود.